# St. Urban (Schonach im Schwarzwald)

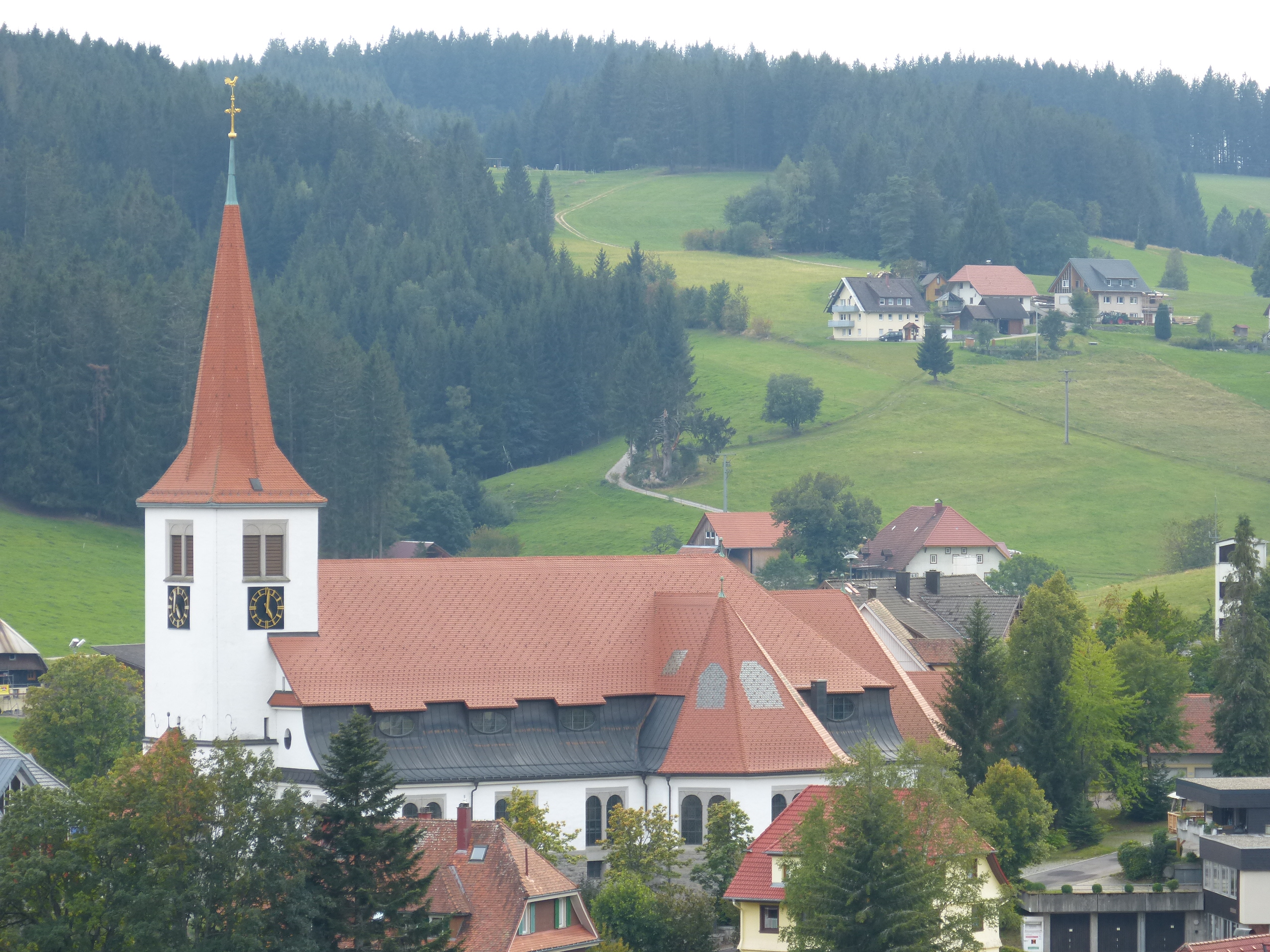
Pfarrkirche St. Urban in Schonach

Die Kirche St. Urban ist die römisch-katholische Pfarrkirche der Gemeinde Schonach im Schwarzwald (Schwarzwald-Baar-Kreis). Die Pfarrei Schonach gehört zur Seelsorgeeinheit Maria in der Tanne im Erzbistum Freiburg.

## Geschichte der Pfarrei
Eine erste Kirche wurde vermutlich bereits um das Jahr 1100 erbaut, die möglicherweise zunächst vom 1084 gegründeten Benediktinerkloster St. Georgen betreut wurde. Die Gründung einer eigenen Pfarrei wird um das Jahr 1150 durch den Freiherrn von Althornberg vermutet. Zum Kirchensprengel Schonach gehörten Triberg (bis 1513), Nußbach (bis 1564), Niederwasser (bis 1788/1789) und zeitweise auch Gremmelsbach. Triberg hatte wohl um 1200 eine Blasius- und Quirinuskapelle, bekam aber erst 1513 einen Kaplan und wurde eigene Pfarrei. Damit zählt Schonach zu den Urpfarreien der Gegend.

## Baugeschichte
Die vermutlich bereits um das Jahr 1100 erbaute erste kleine Kirche stand am gleichen Platz wie die heutige; sie wurde um das Jahr 1542 durch einen Neubau ersetzt. Von diesem Bau ist das spätgotische Erdgeschoss des Turmes mit dem Sternrippengewölbe erhalten. Dieser spätgotische Teil war der Chorraum der ehemaligen Kirchen, seit dem Kirchenneubau 1912/1914 befindet sich hier nun die Eingangshalle.
In den Jahren 1748/1749 wurden das Langhaus der gotischen Kirche abgebrochen und an den erhalten gebliebenen Turm ein neues Kirchenschiff mit etwa 13,5 Meter Breite und 25 Meter Länge angebaut.
Wegen des größeren Platzbedarfs erfolgte 1862/1863 eine Verlängerung des Kirchenschiffs um ca. 12 Meter. Mit Turm brachte es die Kirche nun auf eine Länge von etwa 44 Metern, zuzüglich der angesetzten Sakristei mit 5 Metern. Da nach wenigen Jahren wiederum mehr Platz benötigt wurde, eine nochmalige Erweiterung wegen der dafür ungeeigneten Höhen- und Raumverhältnisse jedoch ungeeignet schien, riet das Erzbischöfliche Bauamt in Freiburg im Jahr 1895 zu einem Neubau. Aus finanziellen Gründen beschloss der Schonacher Stiftungsrat jedoch, auf einen solchen vorerst zu verzichten.
Nach 1906 wurden erste Pläne und Entwürfe für einen Neubau gefertigt. Die Genehmigung zum Abbruch der alten und zum Bau einer neubarocken Kirche erfolgte im Sommer 1912. Die Pläne fertigte der damalige Leiter des Freiburger Bauamtes, Raimund Jeblinger. Zum Bauführer wurde der Triberger Architekt Haas bestimmt. Die alte Kirche wurde bis auf den Turm abgebrochen und Anfang Dezember 1912 waren Chor und Sakristei im Rohbau fertig. Am 24. August 1913 fand die Grundsteinlegung statt. Der Grundstein befindet sich links vom Hauptportal in der äußeren Mauerecke des Kirchenschiffs. Zu Beginn des Jahres 1915 war der Kirchenbau im Wesentlichen vollendet, die Weihe erfolgte erst am 29. Mai 1922 durch Erzbischof Karl Fritz.
Die Innenausstattung in ihrer heutigen Form wurde in den 1950er Jahren vollendet. 1954 wurde die neue Orgel geweiht, der Kunstmaler Josef Braun aus Wangen im Allgäu schuf 1956/1957 die Ausmalung der Pfarrkirche.
In den Jahren 1989/1990 wurde eine erneute Renovierung sowie die Umgestaltung und Erweiterung des Chorraumes vorgenommen, um den Erfordernissen der heutigen Liturgie zu entsprechen. Dabei wurden die Kommunionbank und die ersten Reihen der Kirchenbänke entfernt, der Taufstein, der sich zuvor unter dem Treppenaufgang zur Kanzel befunden hatte, auf die rechte Seite versetzt und der Chorraum zum Schiff hin weit geöffnet. Auch wurden eine Innensanierung und Restaurierung der Gemälde und Figuren durchgeführt. 1997 erfolgte eine umfassende Instandsetzung des Kirchturms.

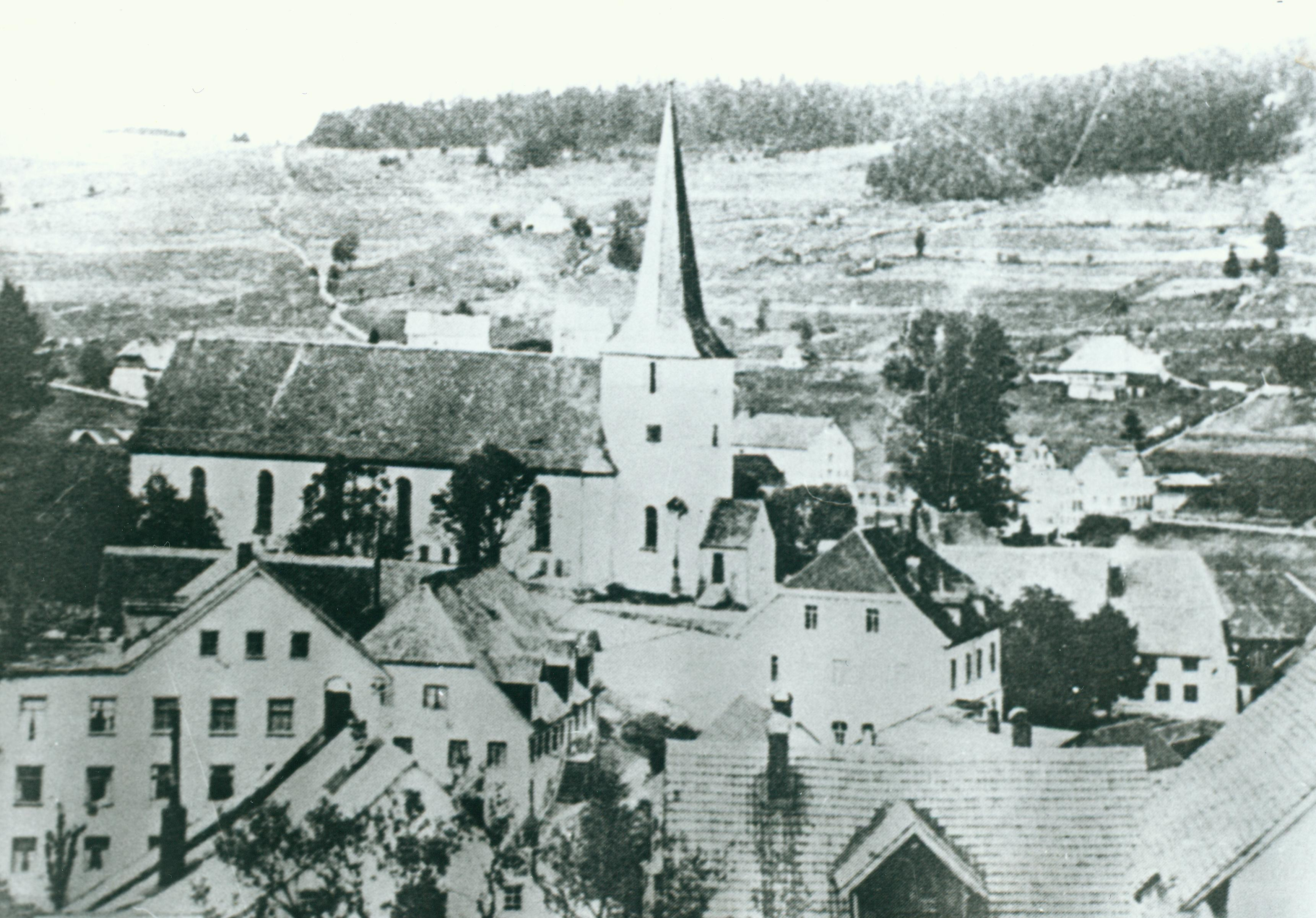
Alte Kirche vor 1912
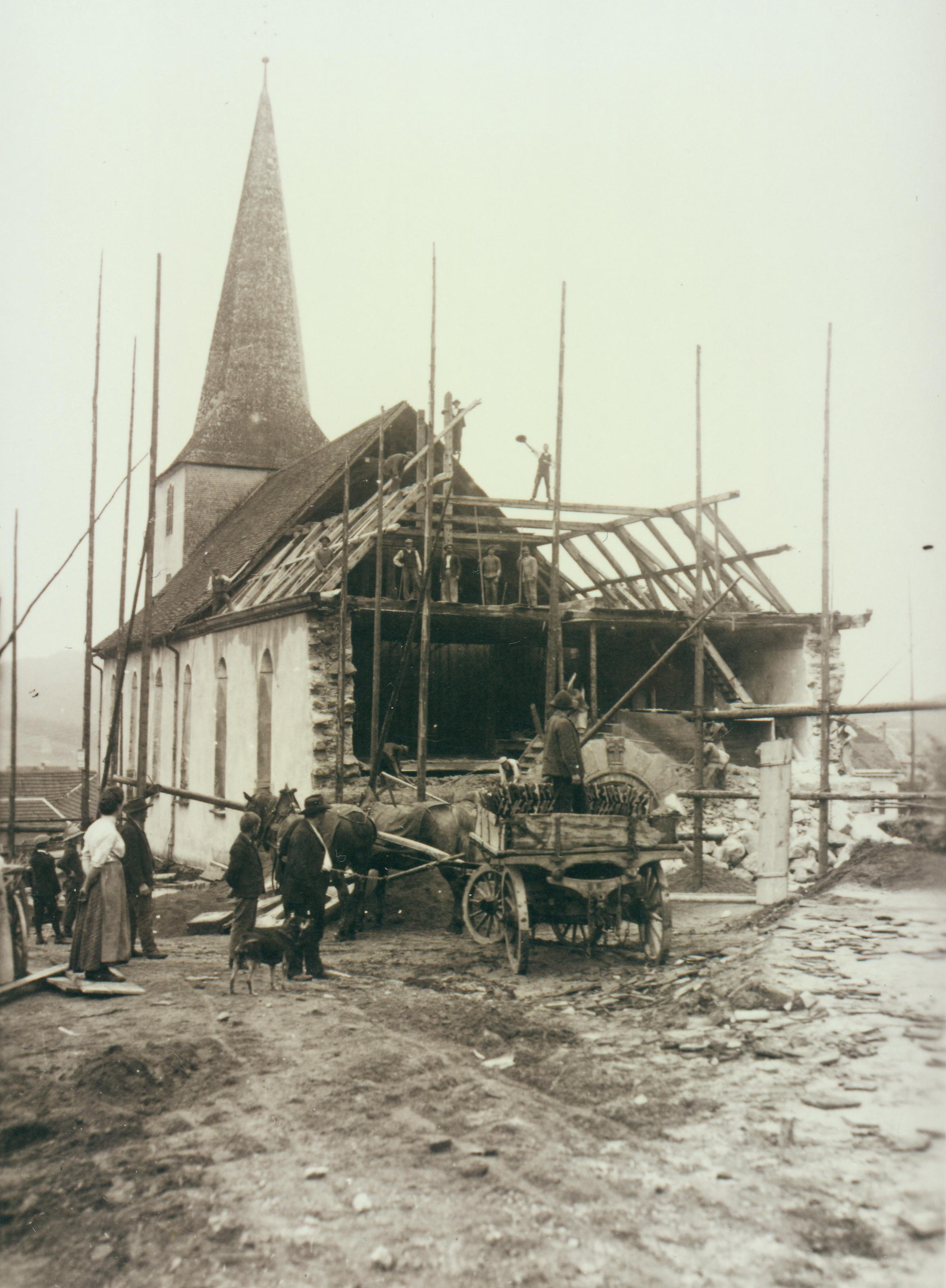
Abbruch der alten Kirche 1912
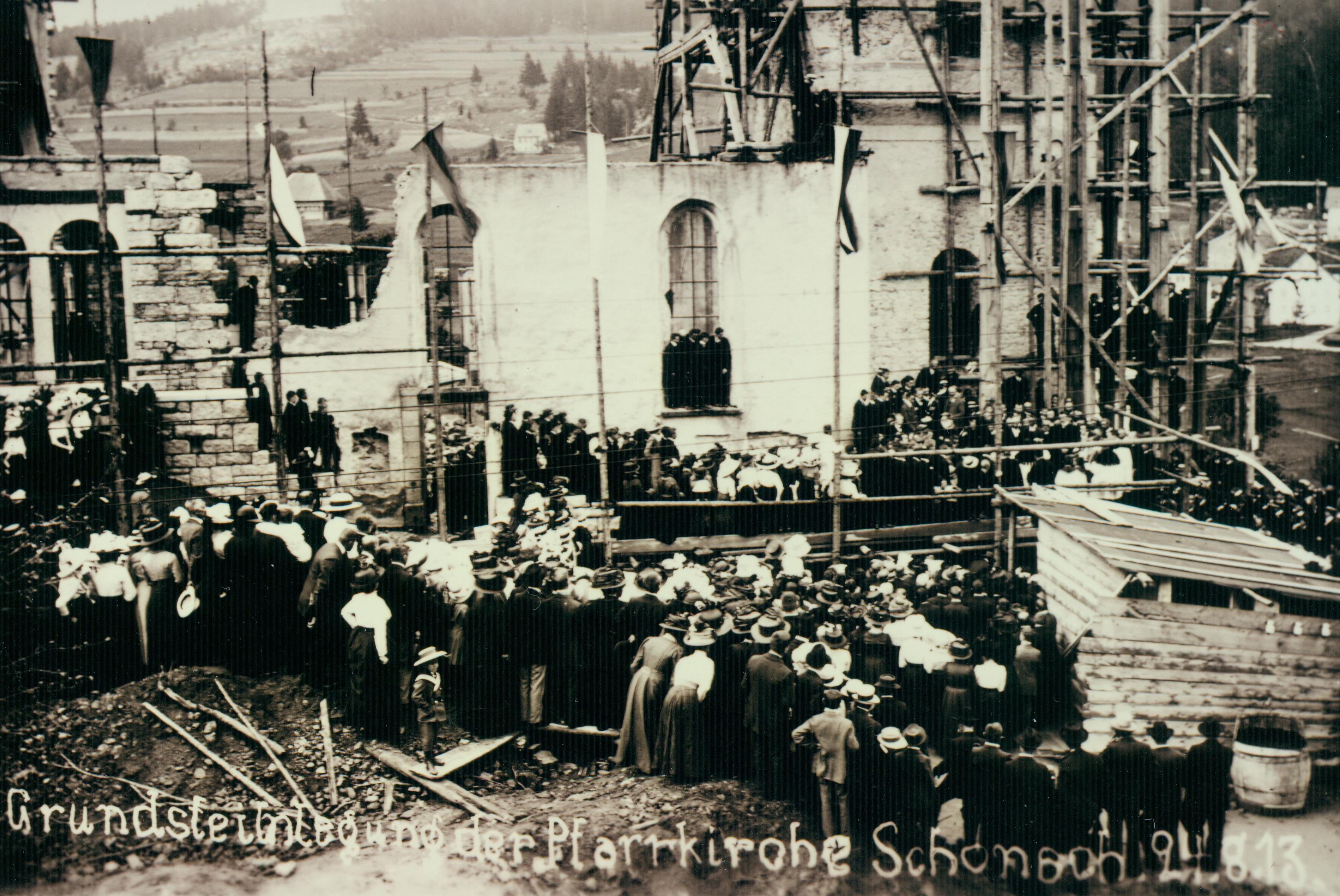
Grundsteinlegung 1913
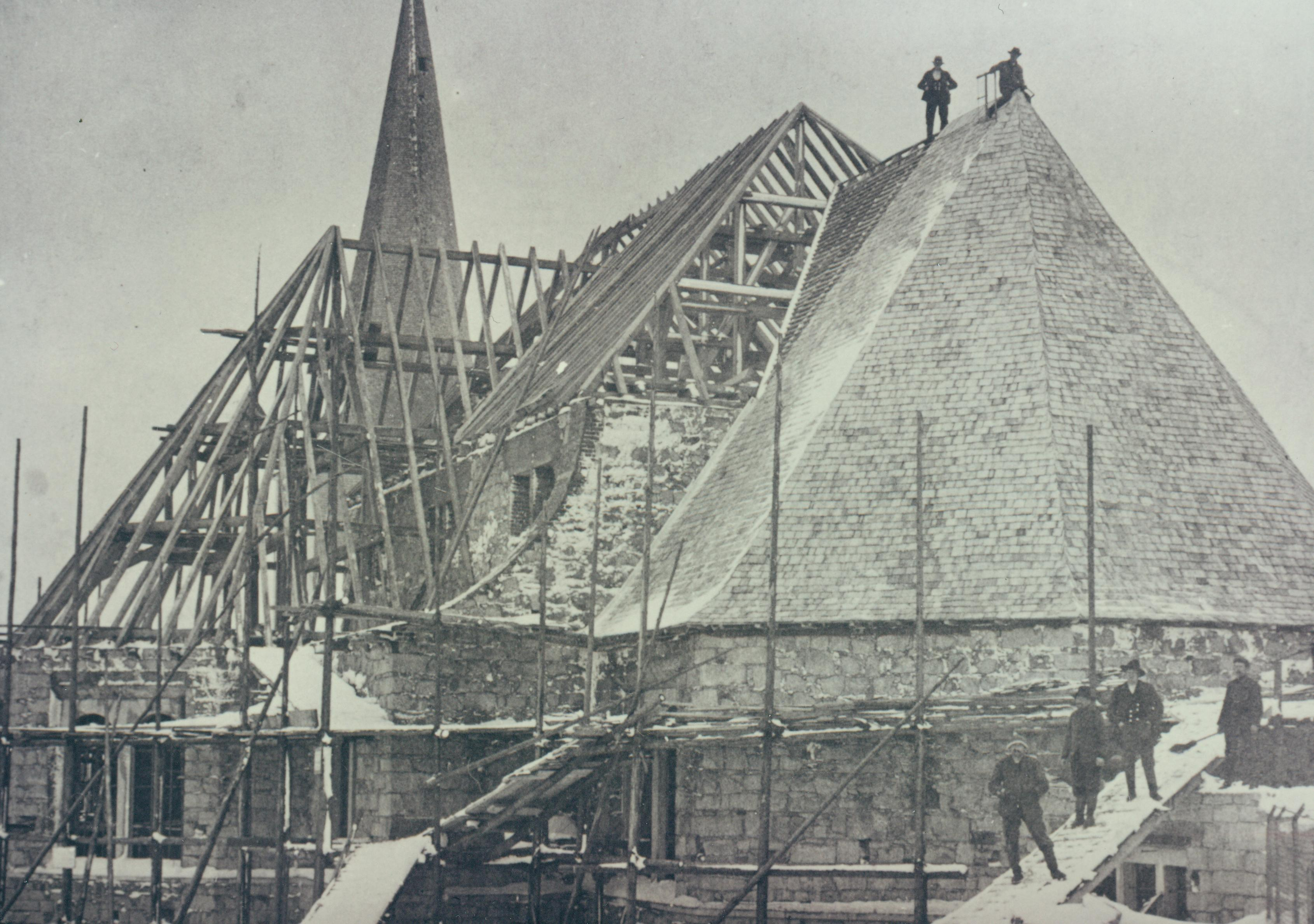
Neue Kirche im Bau, Winter 1913–1914

## Baubeschreibung

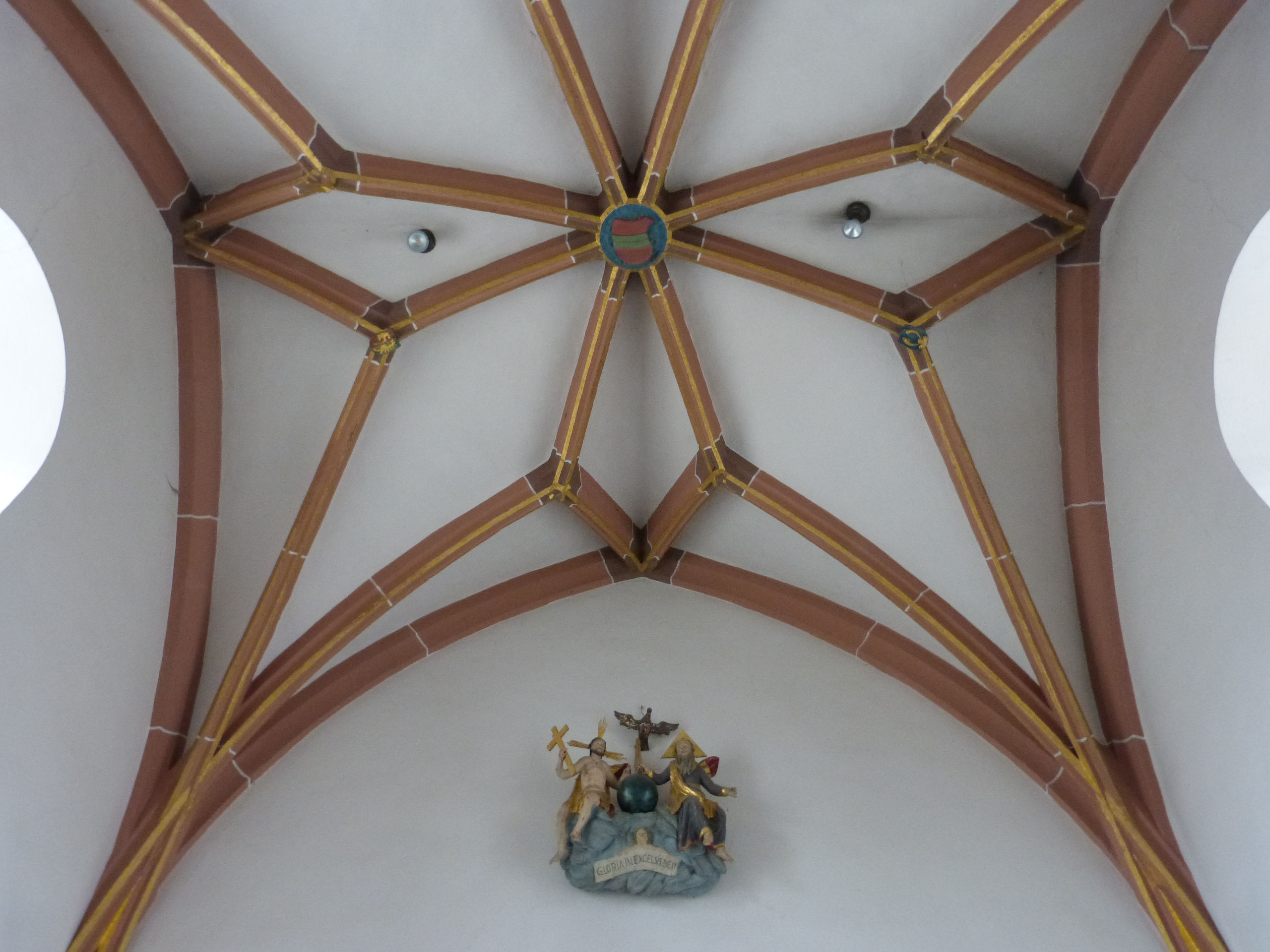
Das gotische Gewölbe im Untergeschoss des Turmes.

Der Kirchengrundriss hat die Form eines Kreuzes: Das Kirchenschiff wird in seinem vorderen Teil durch ein Querschiff erweitert, daran anschließend der Chorraum, an dessen Stirnseite die Sakristei angebaut ist. Das Äußere der Kirche ist schlicht gestaltet. Das umlaufende Sockelgeschoss ist in grauen Granitquadern ausgeführt. Das Mauerwerk über den Granitquadern ist hell verputzt, das mächtige Dach weit herabgezogen. Der Kirchenbau ist 54 Meter lang.
In die Fassade eingebunden wurde der massive Turm. Sein Untergeschoss war der Chorraum der früheren Kirche und bildet heute die Eingangshalle. Beim Kirchenneubau 1912/1914 blieb er erhalten und wurde um 7 Meter erhöht. Ungegliedert steigt das Mauerwerk empor und wird bekrönt von einem hohen Spitzhelm. Einschließlich Kreuz und Wetterhahn ist der Turm 51,83 Meter hoch.

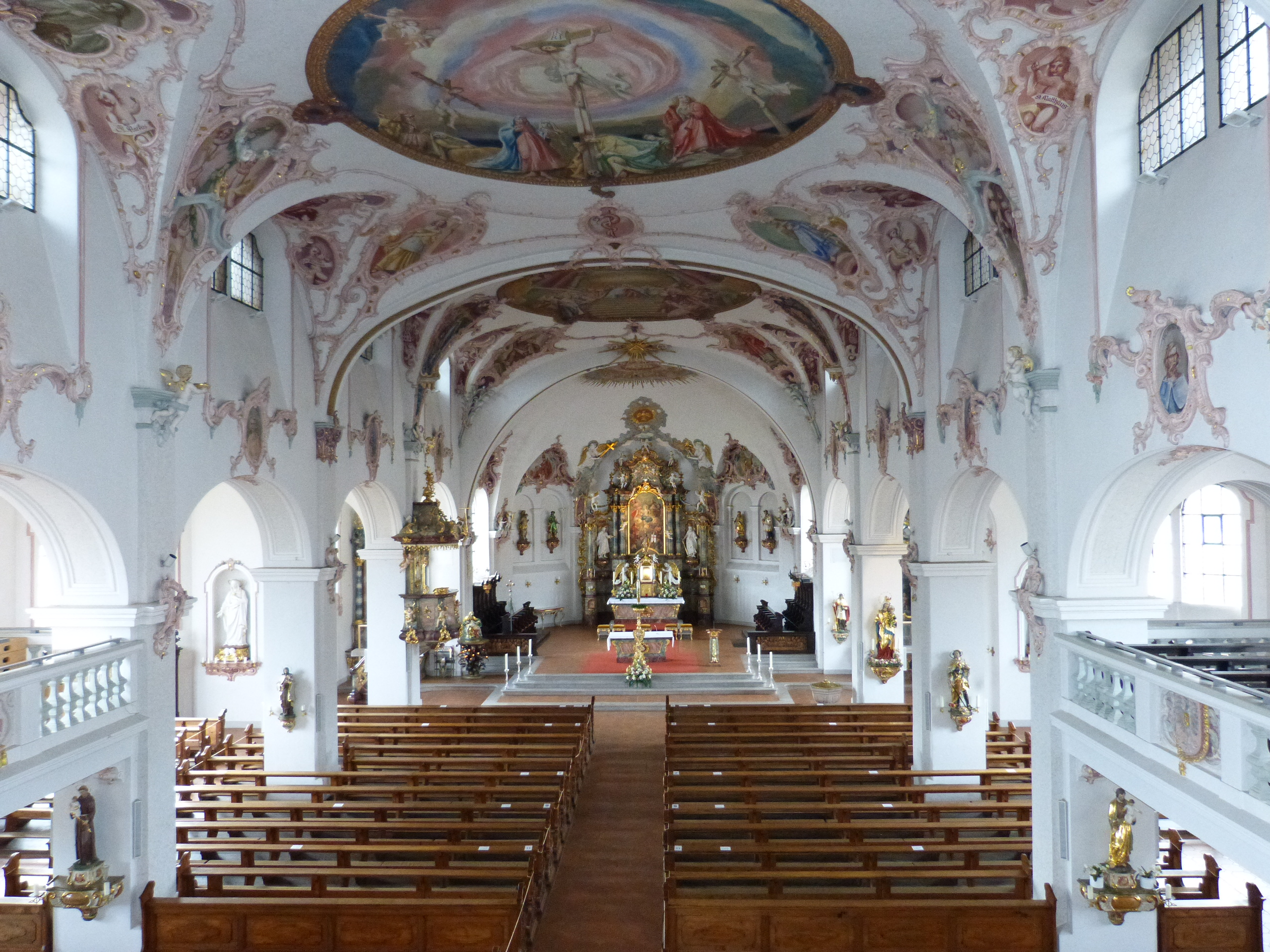
Blick von der Orgelempore in den Kirchenraum.

Hervorzuheben sind die Größe der Kirche, die weit über das üblich Maß einer Dorfkirche hinausgeht sowie die prunkvolle Innenausstattung.

## Innenausstattung

### Deckengemälde
Die Deckengemälde wurden 1956/1957 von dem Maler Josef Braun aus Wangen im Allgäu geschaffen. Über der Orgelempore zeigt das erste Bild die Geburt Christi in einem zerfallenen Tempel. Diese Darstellung erinnert daran, dass mit Jesu Geburt eine neue Zeitepoche begonnen hat. Im zweiten Deckengemälde ist die Kreuzigung Jesu dargestellt. Unter den Trauernden – farbig hervorgehoben – sind seine Mutter Maria und der Lieblingsjünger Johannes sowie Maria Magdalena. Dargestellt wird auch der römische Hauptmann, von dem überliefert wird, er habe als erster den gekreuzigten Jesus als Sohn Gottes bekannt. Das dritte Deckengemälde stellt die Herabkunft des Heiligen Geistes auf Maria und die Jünger dar, das Pfingstfest. Zeichen für den Heiligen Geist sind die Taube und die züngelnden Flammen (Feuerzungen).

### Altäre

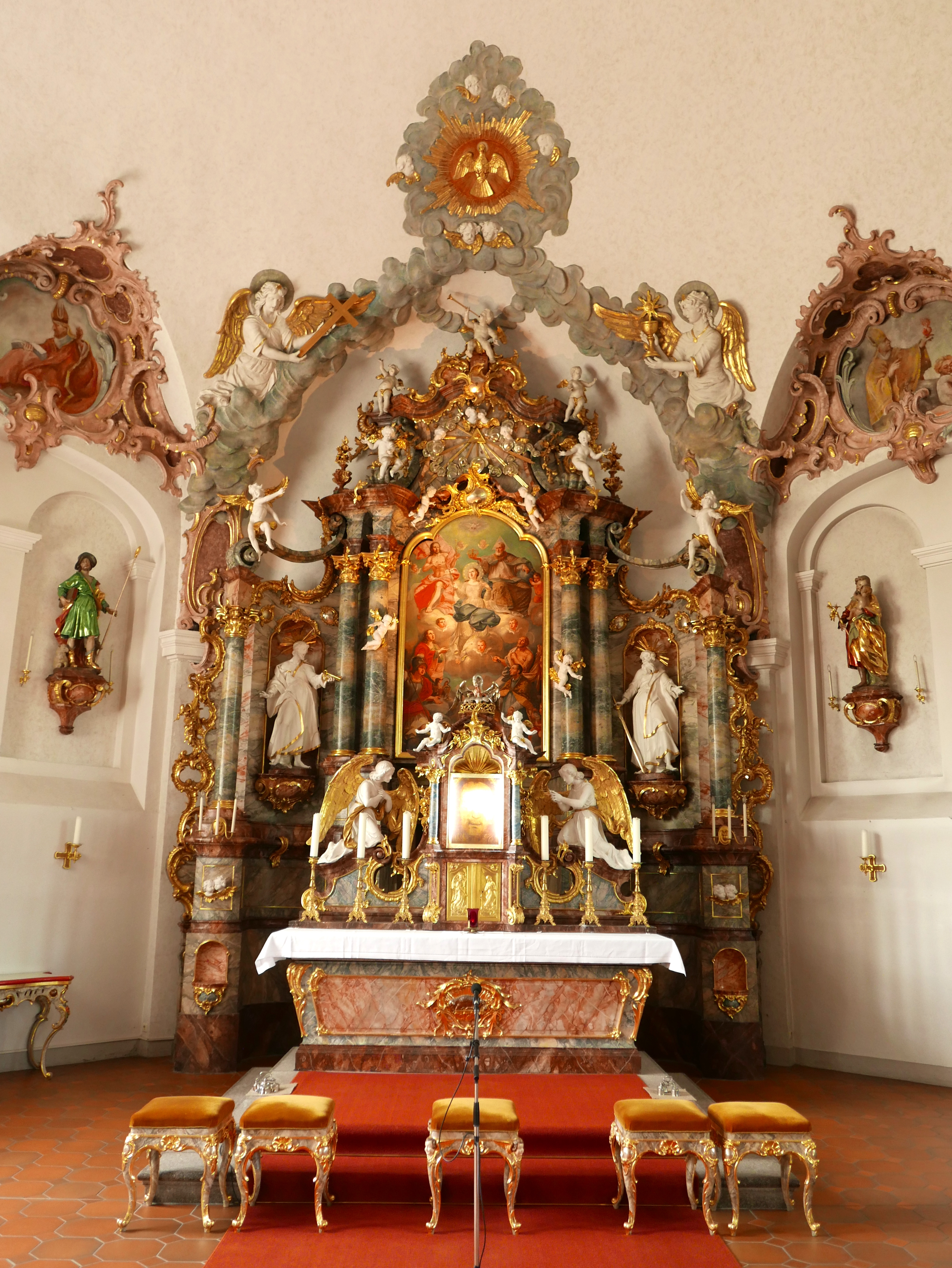
Altar

Der Altaraufbau des Hochaltars wurde 1914 von Angelo Valentin, einem Holzbildhauer aus Offenburg geschaffen, der das wesentlich ältere Altarbild in seine Arbeiten integrierte. Der Zeitpunkt der Entstehung des Altarbildes und der Bilder der beiden Seitenaltäre sowie die Namen der Künstler sind nicht bekannt. Belegt ist, dass in den Jahren 1748/49 drei Bilder für die umgebaute und erweiterte Kirche angeschafft wurden, wahrscheinlich für einen früheren Hochaltar und ehemalige Seitenaltäre. Möglicherweise sind die heutigen Altarbilder mit diesen identisch.
Im unteren Bereich des Hochaltarbildes ist eine kleine Kirche eingemalt. Vielleicht sah so eine der früheren Schonacher Kirchen aus. Das Hauptbild des Hochaltars zeigt die Aufnahme Mariens in den Himmel und ihre Krönung. Das Bild des linken Seitenaltars zeigt Maria, die Himmelskönigin, die dem heiligen Dominikus einen Rosenkranz reicht und erläutert. Das Bild des rechten Seitenaltars zeigt die heilige Anna und ihre Tochter Maria mit der Bibel in Händen.

### Weitere Ausstattung
Der Aufgang zum Chorraum wird seitlich begrenzt von den Reliefs der ehemaligen Kommunionbank. Sie zeigen das letzte Abendmahl sowie die Hochzeit zu Kana und sind eine Arbeit einheimischer Holzschnitzer, ebenso wie das Chorgestühl und die Schnitzereien an den Beichtstühlen, den Kirchenbänken und den Windfangtüren. Namentlich erwähnt werden Karl Hock, Richard Ketterer und Timotheus Schwer.
Ältester Bestandteil der Innenausstattung ist der alte Taufstein aus Sandstein. Form und Ornamente der Schale, deren sechs Felder mit Wappenschilden belegt sind, weisen reinen Renaissancestil auf. Der Fuß ist mit spätgotischem, sich überschneidendem Stabwerk geziert. Die Inschrift am Fuß belegt, dass dieser Taufstein im Jahr 1624 gestiftet wurde: „Zu Lob und Ehr Gott dem Allmächtigen verehret diesen Taufstein Georg Haberstrauw in die Pfarrkirchen Schonach 1624“.
Die Stuckarbeiten wurden von dem gebürtigen Schonacher Eduard Kuner in barockem Stil ausgeführt.
Auch die 14 Kreuzwegstationen stammen aus der Zeit des Kirchenneubaus und wurden von dem Stuckateur Krausz geschaffen. An den Balustraden der beiden Emporen sind Symbole der amtlichen Kirche und Symbole für die Mächte des Staates angebracht: Papstkrone (Tiara), Schlüssel des heiligen Petrus, Papst- und Bischofsstab mit Mitra sowie die Staatszeichen Krone, Reichsadler, Eisernes Kreuz und Fahne. Granaten sind ebenfalls in diesem Relief zu entdecken, die vermutlich daran erinnern sollen, dass während des Kirchenneubaus der Erste Weltkrieg begann.

## Orgel

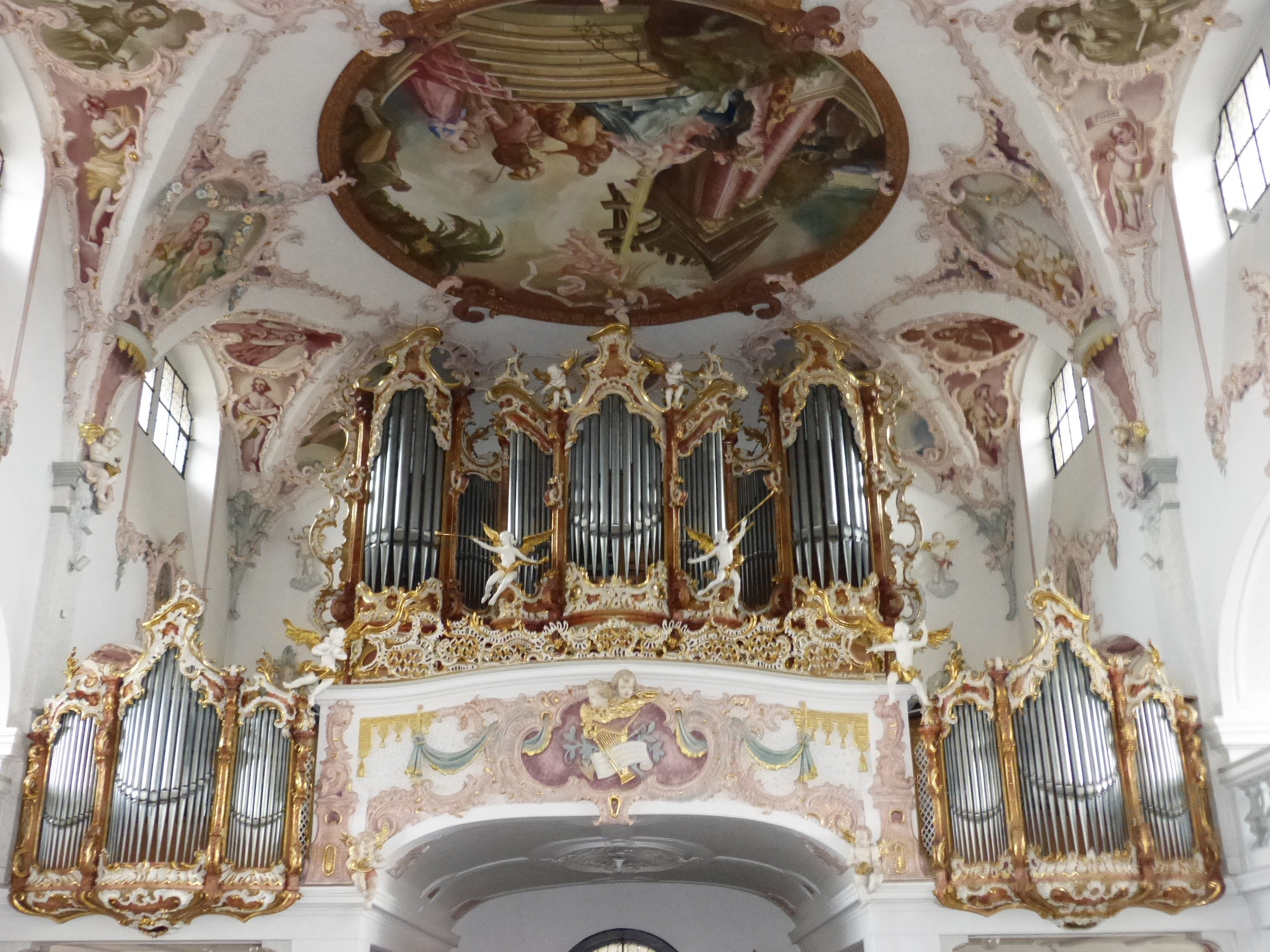
Die Orgel mit dem 1954 geschaffenen neubarocken Prospekt.

Das älteste Schriftstück gibt Auskunft über den Bau einer Orgel im Jahr 1796. Im Jahr 1923 lieferte die Firma Wilhelm Schwarz aus Überlingen eine neue Orgel: pneumatisches Werk mit 23 klingenden Registern, zwei Manualen und Pedal. 30 Jahre später war der Zustand der Orgel so schlecht, dass ein Neubau beschlossen wurde.
Die Einweihung der neuen Orgel fand im Oktober 1954 statt. Ihr Prospekt wurde 1954 von Angelo Valentin aus Offenburg geschnitzt. Der neubarocke Prospekt gliedert sich in sieben Felder. Zu beiden Seiten befindet sich in der Emporenbrüstung ein je dreifeldiges Rückpositiv, das vom II. Manual aus zu spielen ist (Sopranpositiv und Altpositiv). Das Orgelwerk schuf der Freiburger Orgelbauer Willy Dold. Sie besitzt eine elektropneumatische Traktur mit Kegelladen. Im Schwellwerk besitzt die Orgel für jedes Register eine Sub- und Super-Koppel. Das Werk verfügt über 37 Register und 55 Registerwippen. Eine Crescendo-Walze ist auch vorhanden. Es besteht auch die Möglichkeit, vergleichsweise wenige Registrationen zu speichern.

## Glocken

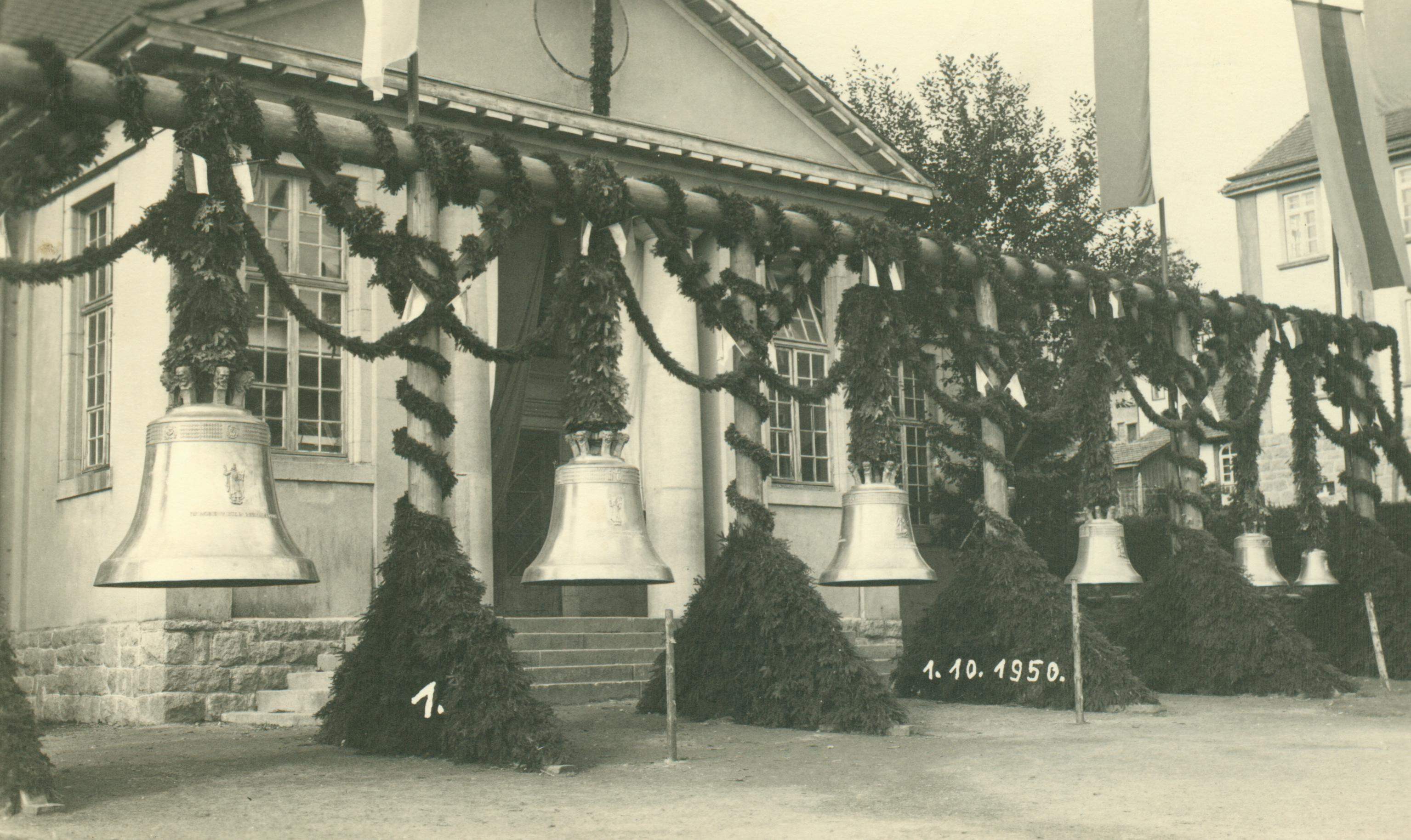
Glockenweihe am 1. Oktober 1950

Die Geschichte der Schonacher Kirchenglocken ist wechselhaft, sie fielen immer wieder den Wirren der Zeit zum Opfer. Als einzige alte Glocke ist die Marienglocke aus dem Jahre 1501 erhalten.
Nach dem Zweiten Weltkrieg begannen 1949 die Vorbereitungen zur Wiederbeschaffung von Glocken. Die Glockengießerei Grüninger erhielt den Auftrag, zur erhaltenen Marienglocke fünf weitere Glocken herzustellen. Im August 1950 wurden die neuen Glocken im Werk Straß bei Neu-Ulm gegossen. Am 27. September 1950 trafen die neuen Glocken in Schonach ein. Die feierliche Glockenweihe war am 1. Oktober 1950.
Seither besteht das Geläute aus folgenden sechs Glocken:
| Glocke | Glockenname | Schlagton | Gewicht | Durchmesser | Gießerei               | Gussjahr | Inschrift |
| ------ | ----------- | --------- | ------- | ----------- | ---------------------- | -------- | --- |
| 1      | Christkönig | c1        | 2520 kg | 157 cm      | Grüninger              | 1950     | TU NOBIS VICTOR REX MISERERE (Übersetzung: Du siegreicher König, erbarme Dich unser) |
| 2      | St. Urban   | es1       | 1392 kg | 130,4 cm    | Grüninger              | 1950     | ST URBAN UNSER SCHUTZPATRON BITT FÜR UNS AN GOTTES THRON |
| 3      | St. Michael | f1        | 1003 kg | 116 cm      | Grüninger              | 1950     | SIGNIFER SANCTUS MICHAEL REPRAESENTET EAS IN LUCEM SANCTAM ZUM GEDÄCHTNIS AN DIE GEFALLENEN DER BEIDEN WELTKRIEGE 1914-18 UND 1939-45 STIFTET DIESE GLOCKE DIE POLITISCHE GEMEINDE SCHONACH (Übersetzung: Der Bannerträger, Hl. Michael, möge sie geleiten ins heilige Licht.) |
| 4      | St. Maria   | g1        | 820 kg  | 110 cm      | Jos. Ege(r) Reutlingen | 1501     | me resonante pia populo memento maria ano XVC ain iar do gos ios ege (Übersetzung: Sooft ich für das Volk fromm ertöne, denk an Maria ...) |
| 5      | St. Josef   | b1        | 402 kg  | 85,6 cm     | Grüninger              | 1950     | SANCT JOSEF ALLE ZEITEN STEH HILFREICH UNS ZUR SEITEN GESTIFTET VON FAMILIE AUGUSTIN SCHWER Z. SCHLOSSBERG |
| 6      | Schutzengel | c2        | 260 kg  | 76 cm       | Grüninger              | 1950     | ANGELI TUI SANCTI NOS IN PACE CUSTODIANT (Übersetzung: Deine heiligen Engel mögen uns in Frieden behüten) |